# ザ・プレミアム・モルツ
ザ・プレミアム・モルツは、サントリー（二代目法人、旧・サントリー酒類〈二代目法人〉/サントリービール/サントリースピリッツ等）が製造・販売する麦芽100%のピルスナースタイルのプレミアムビールである。
公式な略称は、プレモル。

## 概要
元々は東京都府中市の武蔵野ビール工場で山本隆三によって開発された限定品。1989年に「モルツ スーパープレミアム」として発売を開始。樽生限定だった。2000年11月28日に、21世紀記念で「モルツ スーパープレミアム2001」として缶製品を限定発売し、翌年の2001年4月17日に「モルツ スーパープレミアム」の缶と中瓶を通年販売化。2003年5月20日に名称を現在の「ザ・プレミアム・モルツ」に変更して発売を開始した。
ベースとなったモルツと同様に原材料は麦芽100%であり、天然水を使用して醸造されている。また、チェコ・ザーツ産のファインアロマホップを中心に、ヨーロッパ産のアロマホップを100％使用している。
2004年10月、「ヨーロッパで戦わせるために権威のあるコンテストに出品せよ」という常務（当時）の指示により、モンドセレクションにエントリー。その結果、2005年に「ザ・プレミアム・モルツ中瓶」でモンドセレクションの「ビール部門グループI」で国産ビール製品初の最高金賞を受賞。以後、2007年現在3年連続して最高金賞を受賞している。それにより生産終了の可能性があったザ・プレミアム・モルツは見事に息を吹き返し、2008年にはヱビスビールを抜いてプレミアムビールNo.1ブランドになり、さらに同年にサントリーが1963年のビール事業開始以来初となる「ビール部門の単年度黒字」を達成する要因にもなった。
2012年3月11日に「ダイヤモンド麦芽」を新たに加えるなど全面リニューアルを行い、2013年9月と2015年1月の2回、パッケージデザインのリニューアルを行った（同時期出荷分から自然切替）。同年12月にはダイヤモンド麦芽を増量するリファインが行われた（同時期出荷分から自然切替）。
キャッチコピーは「ああ、幸福な余韻。」と「最高金賞の香り、コク、余韻。」
製品ラインナップとしては250ml（ミニ缶）・330ml（コンビニ限定缶）・334ml（小瓶）・350ml（レギュラー缶）・500ml（ロング缶・中瓶）が存在する。他にも業務用の樽が生産されている。また、2007年にはモンドセレクション最高金賞を3年連続して受賞したことを記念して「ザ・プレミアム・モルツ〈黒〉」を限定発売し、以後も定期的に発売されている。2013年9月26日には「ザ・プレミアム・モルツ」と「同〈黒〉」を最初からブレンドした赤のパッケージの期間限定品「ザ・プレミアム・モルツ〈コクのブレンド〉」を発売。
2014年も新たな期間限定製品が発売され、同年5月27日には青のパッケージの期間限定品「ザ・プレミアム・モルツ〈香るプレミアム〉」を、同年11月25日には2014年に収穫したホップを使用した期間限定品「ザ・プレミアム・モルツ〈初摘みホップ〉」を順次発売した。
2015年3月には前年に期間限定品として発売されていた「ザ・プレミアム・モルツ〈香るプレミアム〉」をリニューアルして通年製品に移行。次いで、「ダイヤモンド麦芽」の使用に加え、仕込釜で麦芽を一気に煮出して濃厚で芳しい麦汁を抽出する煮沸工程「デコクション製法」を3度繰り返す「トリプルデコクション製法」とチェコに伝わる伝統的な製法を基に当社の知見や技術を活かして新たに開発した銅性循環型ケトルを用いて麦汁を炊く「銅炊き仕込み」を採用した「〜ザ・プレミアム・モルツ〜 マスターズドリーム 醸造家の夢」を発売、同年8月には「上面発酵酵母」を使用したオレンジのパッケージの数量限定のエールビール「ザ・プレミアム・モルツ〈芳醇エール〉」を発売した。同年11月17日には2014年11月に発売された「ザ・プレミアム・モルツ〈初摘みホップ〉」をリニューアルし、2015年収穫のファインアロマホップを使用した「ザ・プレミアム・モルツ 初摘みホップ ヌーヴォー」に改名し、同時に、「ザ・プレミアム・モルツ〈香るプレミアム〉」にも2015年収穫のファインアロマホップを使用した「ザ・プレミアム・モルツ〈香るプレミアム〉 初摘みホップ ヌーヴォー」を発売した。同年12月には通常品2種類に数量限定品の〈干支デザイン 申年〉（350ml缶のみの設定）を発売した。
2016年3月1日には、青のパッケージのエールビール「ザ・プレミアム・モルツ〈香るプレミアム〉」の後継製品となる「ザ・プレミアム・モルツ〈香るエール〉」を発売。同年3月15日には、店頭ではコンビニエンスストア限定で発売されていた「〜ザ・プレミアム・モルツ〜 マスターズドリーム」の販売チャネルが拡大され、スーパーマーケットや百貨店などでも取り扱われるようになる。同年4月26日には、2015年の中元期にギフト限定製品として発売されていた「ザ・プレミアム・モルツ〈サマースペシャル〉」を店頭販売製品としてリニューアルし「ザ・プレミアム・モルツ〈サマースペシャル〉2016」として数量限定で発売。同年7月26日には、コンビニエンスストア限定で実施したキャンペーンの賞品として用意されていた「〜ザ・プレミアム・モルツ〜 マスターズドリーム〈無濾過〉」を商品化し、コンビニエンスストアにて数量限定で発売。同年8月30日には、数量限定品「ザ・プレミアム・モルツ〈〈秋〉香るエール〉」を発売した。

## 製品情報
麦芽100%、ホップ、天然水100%。アルコール分 約5%。原料素材に徹底的にこだわり、麦芽を普通のビールの1.2倍、アロマホップは2倍利用し、「アロマリッチ・ホッピング製法」や「ダブルデコクション法」、「飛沫分離法」、「長期熟成」により作り上げたプレミアムビール。
レギュラー品
缶は250ml・350ml・500ml、瓶は小瓶と中瓶を基本とする。但し、コンビニエンスストア向けには通常のレギュラー缶よりも容量を少なめにした330ml入りも設定されていた時期もある。（2017年3月初めまで）
香るエール（旧・香るプレミアム）
上面発酵酵母を使用して醸造し、フルーティな香味を特徴とするエールビール。350ml・500mlとコンビニ限定缶330mlの3容量を設定する。また、通年販売の開始に合わせて、料飲店向けに樽生（10L・20L）も設定された。
マスターズドリーム 醸造家の夢
レギュラー品と同じ素材を用いながら、新たに開発した技術や製法を用いて作り上げたスーパープレミアムクラスのビール。店頭向けには350ml缶のみの設定、料飲店向けには10L入りの樽生が設定される。
限定品
- ザ・プレミアム・モルツ〈黒〉
- ザ・プレミアム・モルツ〈コクのブレンド〉 - 「ザ・プレミアム・モルツ」と「同〈黒〉」を最初からブレンドした製品。350ml・500mlとコンビニ限定缶330mlの3容量を設定する。2014年9月16日にリニューアルの上再発売（同年7月8日のリリース[24]時はパッケージリニューアルのみが予定されていたが、同年8月20日のリリース[25]で中身をブラッシュアップした全面リニューアルに変更された）。2015年12月8日にパッケージリニューアルを行い再々発売された[26]。
- ザ・プレミアム・モルツ〈初摘みホップ〉 - 「ザ・プレミアム・モルツ」をベースに、使用するホップに2014年に収穫したチェコ・ザーツ産ファインアロマホップを用いた製品。350ml・500mlとコンビニ限定缶330mlの3容量を設定する。
- ザ・プレミアム・モルツ〈芳醇エール〉 - 「上面発酵酵母」と数種類の濃色麦芽を使用したエールビール。350ml・500mlとコンビニ限定缶の330mlの3容量を設定する。
- ザ・プレミアム・モルツ 初摘みホップ ヌーヴォー - 2014年に発売された「ザ・プレミアム・モルツ〈初摘みホップ〉」のリニューアル品で、ザーツ産ファインアロマホップは2015年に収穫して空輸されたものを使用。また、<初摘みホップ>から継続される缶製品3サイズ（330ml・350ml・500ml）に加え、「初摘みホップ ヌーヴォー」では中瓶（500ml）が追加設定されて4包装となった。
- ザ・プレミアム・モルツ〈香るプレミアム〉 初摘みホップ ヌーヴォー - 「ザ・プレミアム・モルツ〈香るプレミアム〉」をベースに、使用するホップに2015年に収穫したザーツ産ファインアロマホップを用いた製品。容量は通常品の「ザ・プレミアム・モルツ〈香るプレミアム〉」と同一。
- ザ・プレミアム・モルツ〈サマースペシャル〉2016 - ハラタウ産ホップを「ザ・プレミアム・モルツ」よりも多く使用。
- 〜ザ・プレミアム・モルツ〜 マスターズドリーム〈無濾過〉 - 熟成工程を終えた「〜ザ・プレミアム・モルツ〜 マスターズドリーム」を無濾過のまま瓶詰めした製品。
- ザ・プレミアム・モルツ〈〈秋〉香るエール〉 - 「ザ・プレミアム・モルツ〈香るエール〉」をベースに、数種類の濃色麦芽を加えた製品。

## CM
- CMには発売当初から2020年末まで、矢沢永吉を一貫して起用して来たが、矢沢と並行しながら2007年のビーチバレー選手の浅尾美和を経て、2008年から竹内結子[注釈 1]らを起用。2021年3月から先述の矢沢、および竹内の後任として小栗旬と柴咲コウが起用された。2022年2月から小栗に加え、川口春奈と山田裕貴を起用。2023年3月に小栗、川口、山田の後任に大泉洋、7月に広瀬すず[注釈 2]を起用。2024年6月7日公開「氷の冷蔵庫」篇のみ、TEAM NACSのメンバーである戸次重幸がメンバーの大泉と共演していた。2025年2月から広瀬に加え、伊藤沙莉、オダギリジョーを起用。
- 2010年頃に放映された「お疲れ様｣篇では、ニュースキャスター役に当時放送された各局の朝の情報番組のお天気キャスターが登場した。
  - 美馬怜子（通常版）
  - 宇井愛美（日本テレビ限定）
  - 歌原奈緒（テレビ朝日限定）
  - 井口玲音（テレビ東京限定）
  - 長野美郷（フジテレビ限定）
- 2012年にリニューアルされ、CMキャラクターは矢沢と竹内に加え、木村拓哉と香取慎吾を起用。2人の起用は翌年まで。
- 2018年には、神泡サーバーをPRする「神泡ファン代表」として、全国12エリアで、森崎博之（北海道）、山寺宏一（東北）、おのののか（関東）、中田浩二（甲信越）、山本昌（愛知・岐阜・三重）、澤登正朗（静岡）、田中美里（北陸）、桧山進次郎（近畿）、新井貴浩（中国）、松本明子（四国）、スザンヌ（九州）、ひーぷー（沖縄）を起用した[27]。
- 2018年7月8日からの「神泡ラバーズ」篇では、イチロー、山崎まさよし、スキマスイッチ、大谷亮平、ケント・モリ、石原さとみを起用した。
- 2020年2月13日からの「新しい神泡」篇で堺雅人を起用。
- 2020年3月8日からの「仕上げの神泡でビールをもっと美味しく」篇に、宮城野部屋所属の大相撲現役力士・炎鵬を起用。
- 2024年3月23日より「別格の肖像」篇として、青山学院大学陸上競技部監督の原晋を起用[28]。
- 2024年12月にロゴがリニューアル。
- 2025年1月27日から「マスターズドリーム」の CMに役所広司を起用。
- 2025年2月9日から新CMシリーズ「プレモル子ちゃん」がスタート。ストーリーは名前の通り「ちびまる子ちゃん」の登場人物が「プレミアムな大人になった」世界線の話。[注釈 3]登場人物はまる子〈広瀬〉たまちゃん〈伊藤沙莉〉花輪クン〈オダギリジョー〉